# Campomanesia terminalis
Campomanesia terminalis är en myrtenväxtart som först beskrevs av Vell., och fick sitt nu gällande namn av Joáo Rodrigues de Mattos. Campomanesia terminalis ingår i släktet Campomanesia och familjen myrtenväxter. Inga underarter finns listade i Catalogue of Life.